# Málmiesjávrrie
Málmiesjávrrie är en sjö norr om Moskosel i Arvidsjaurs kommun i Lappland som ingår i Piteälvens huvudavrinningsområde. Sjön har en area på 13,7 kvadratkilometer och ligger 334 meter över havet. Málmiesjávrrie ligger i Piteälven Natura 2000-område. Sjön avvattnas av vattendraget Abmoälven.
Sjön är egentligen en uppdämning av Abmoälven. Vid sjön anlades ett krigsflygbas under andra världskriget, en av många småbaser som skapades för att kunna ta emot flygplan under beredskapsåren och det kalla kriget.

## Delavrinningsområde
Málmiesjávrrie ingår i delavrinningsområde (731586-165685) som SMHI kallar för Utloppet av Malmesjaure. Medelhöjden är 380 meter över havet och ytan är 62,83 kvadratkilometer. Räknas de 66 avrinningsområdena uppströms in blir den ackumulerade arean 924,39 kvadratkilometer. Abmoälven som avvattnar avrinningsområdet har biflödesordning 2, vilket innebär att vattnet flödar genom totalt 2 vattendrag innan det når havet efter 152 kilometer. Avrinningsområdet består mestadels av skog (71 procent). Avrinningsområdet har 13,86 kvadratkilometer vattenytor vilket ger det en sjöprocent på 22,1 procent.